# Нванкво, Сайлас
Сайлас Нванкво (англ. Silas Nwankwo; род. 12 декабря 2003, Нигерия) — нигерийский футболист, нападающий клуба «Мьельбю».

## Клубная карьера
Профессиональную карьеру начал в клубе «Саншайн Старз», выступавший в нигерийской премьер-лиге. В сезоне 2019/2020 принял участие в 11 матчах чемпионата и забил два мяча. В 2020 году стал игроком «Насарава Юнайтед». Первый гол забил за клуб забил 3 января 2021 года в гостевой встрече с «Хартлендом», принеся своей команде победу над соперником. По итогам сезона Нванкво забил 19 мячей и вместе с Чарльзом Атшимене стал лучшим бомбардиром лиги, а также был признан лучшим игроком чемпионата.
3 февраля 2022 года перешёл в шведский «Мьельбю», подписав с клубом контракт на пять лет.

## Достижения
- Лучший бомбардир Премьер-лиги Нигерии: 2019/20 (19 мячей)[2]
- Лучший игрок Премьер-лиги Нигерии: 2019/20[3]

## Клубная статистика
| Выступление      | Выступление      | Выступление      | Лига | Лига | Кубки | Кубки | Конт. кубки | Конт. кубки | Итого | Итого |
| Клуб             | Лига             | Сезон            | Игры | Голы | Игры  | Голы  | Игры        | Голы        | Игры  | Голы  |
| ---------------- | ---------------- | ---------------- | ---- | ---- | ----- | ----- | ----------- | ----------- | ----- | ----- |
| Саншайн Старз    | Премьер-лига     | 2019/20          | 11   | 2    | 0     | 0     | 0           | 0           | 11    | 2     |
| Саншайн Старз    | Итого            | Итого            | 11   | 2    | 0     | 0     | 0           | 0           | 11    | 2     |
| Насарава Юнайтед | Премьер-лига     | 2020/21          | 35   | 19   | 0     | 0     | 0           | 0           | 35    | 19    |
| Насарава Юнайтед | Премьер-лига     | 2019/20          | 7    | 1    | 0     | 0     | 0           | 0           | 7     | 1     |
| Насарава Юнайтед | Итого            | Итого            | 42   | 20   | 0     | 0     | 0           | 0           | 42    | 20    |
| Всего за карьеру | Всего за карьеру | Всего за карьеру | 53   | 22   | 0     | 0     | 0           | 0           | 53    | 22    |